# Catalogo Hipparcos
Il Catalogo Hipparcos (HIP) è un catalogo stellare, il principale prodotto della missione Hipparcos dell'Agenzia Spaziale Europea. Il satellite, che ha funzionato per quattro anni, ha prodotto dati astrometrici di alta qualità dal novembre 1989 al marzo 1993. Esso è la fonte di informazioni più precisa al momento della sua pubblicazione in merito alla posizione e alla magnitudine apparente delle stelle più vicine e più luminose visibili dalla Terra e comprende il 99% di queste stelle, fino alla magnitudine 11-12.
Il catalogo comprende circa 120 000 stelle e contiene una grande quantità di dati astrometrici e fotometrici. La posizione delle stelle, misurata dal satellite, è riportata con una precisione dell'ordine del millisecondo d'arco. Inoltre sono presenti dati sulla variabilità delle stelle, dati su sistemi stellari doppi o multipli e l'astrometria di oggetti del sistema solare. Le informazioni principali sono disponibili sia in forma stampata che informatica.
Tali informazioni astrometriche (posizione, parallasse, distanza, moto proprio) sono fondamentali per l'astronomia: grazie ad esse è possibile costruire la geografia astronomica dello spazio circostante, e basare quindi le successive osservazioni su dati certi.
L'analisi dell'enorme mole di dati forniti dal satellite (circa 125 gigabyte) è stato un processo lungo e laborioso, condotto dal consorzio NDAC e da FAST, entrambi responsabili della produzione del catalogo. Un altro consorzio, l'INCA Consortium, era responsabile della programmazione delle osservazioni di Hipparcos, avendo selezionato i dati migliori disponibili prima del lancio del satellite e quindi responsabile indirettamente anche dei contenuti.
Una missione concettualmente simile a quella di Hipparcos, GAIA, è in corso.